# Problepsis ocellata
Problepsis ocellata là một loài bướm đêm trong họ Geometridae.

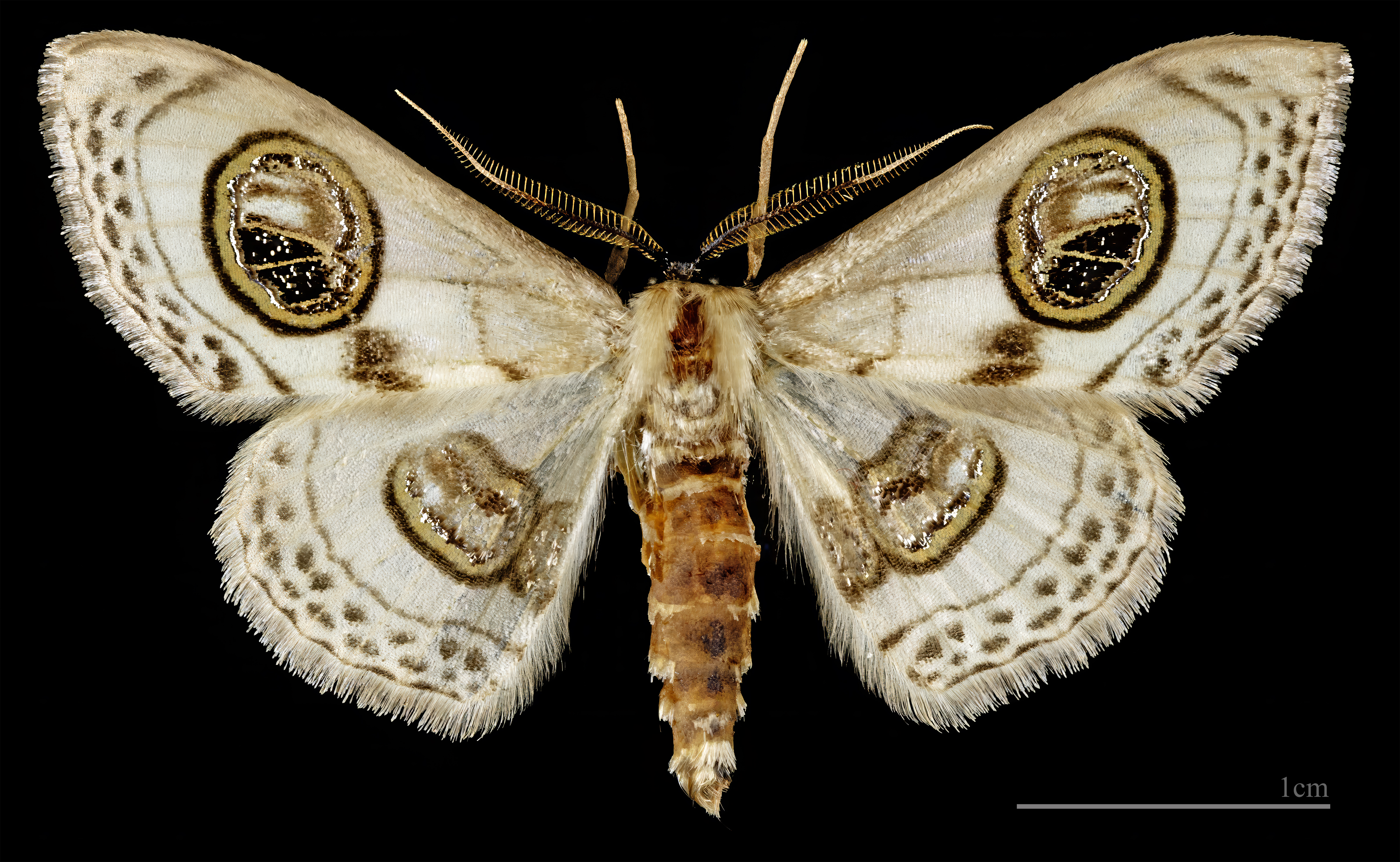
Problepsis ocellata ♂
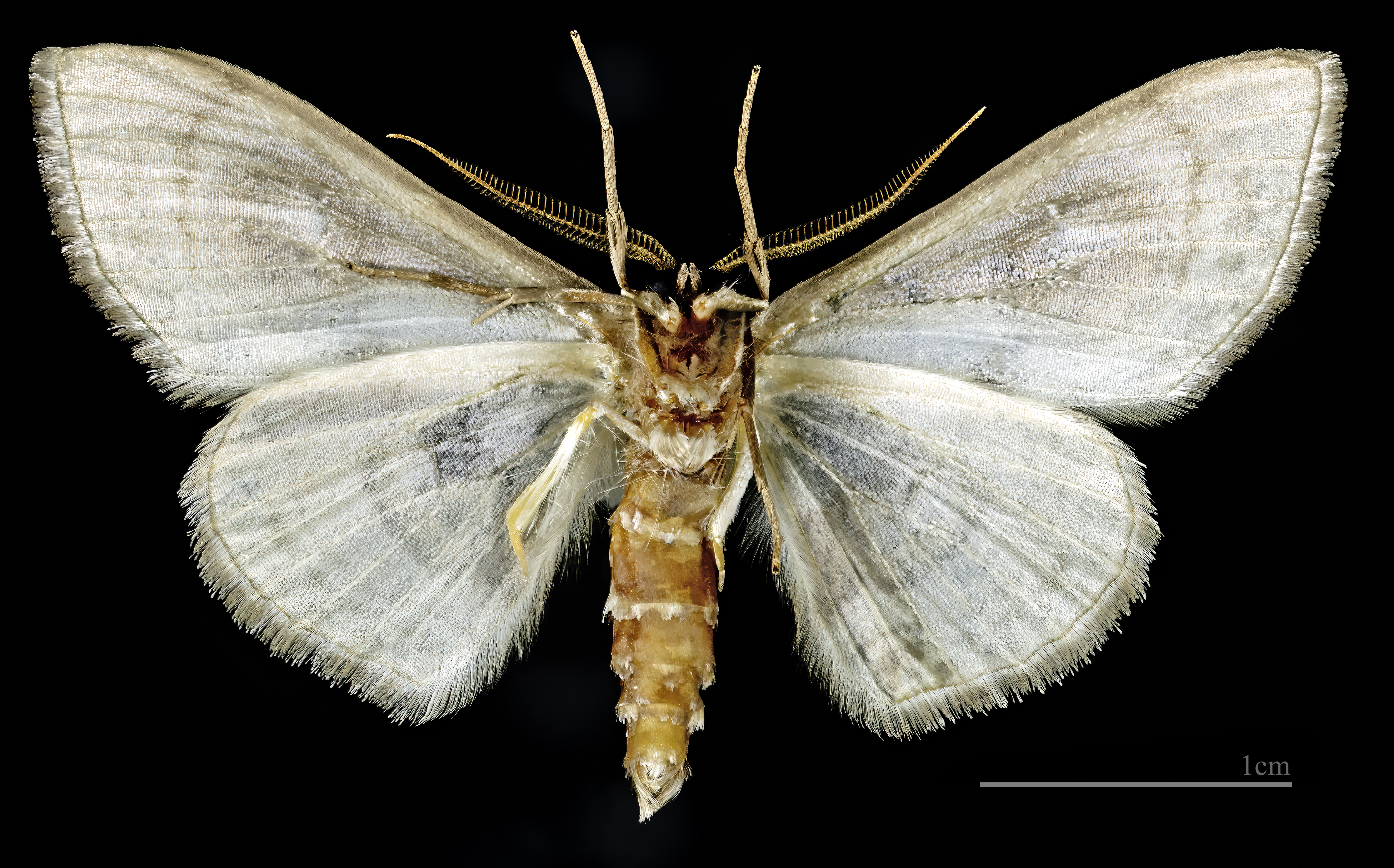
Problepsis ocellata ♂   △
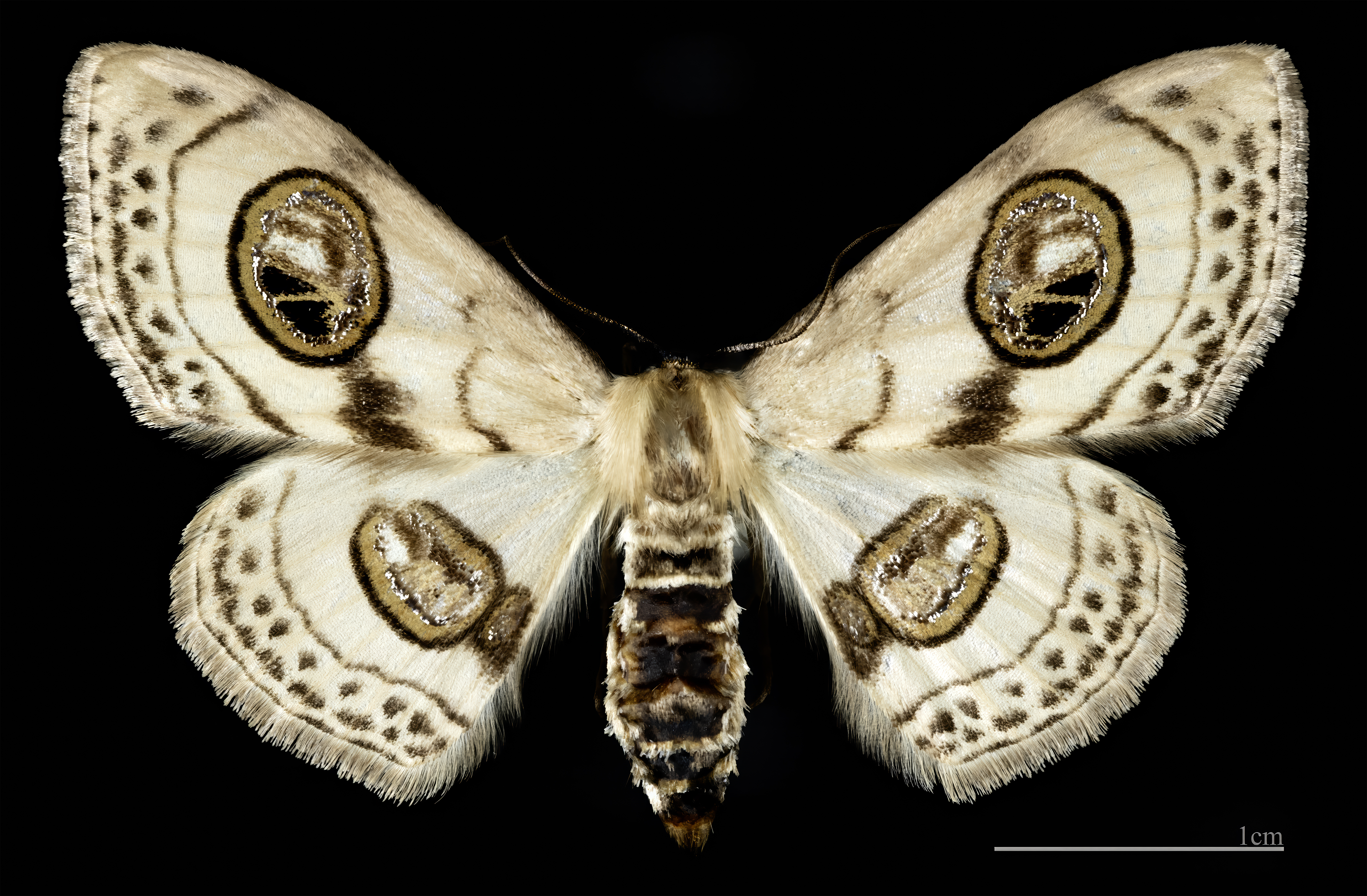
Problepsis ocellata ♀
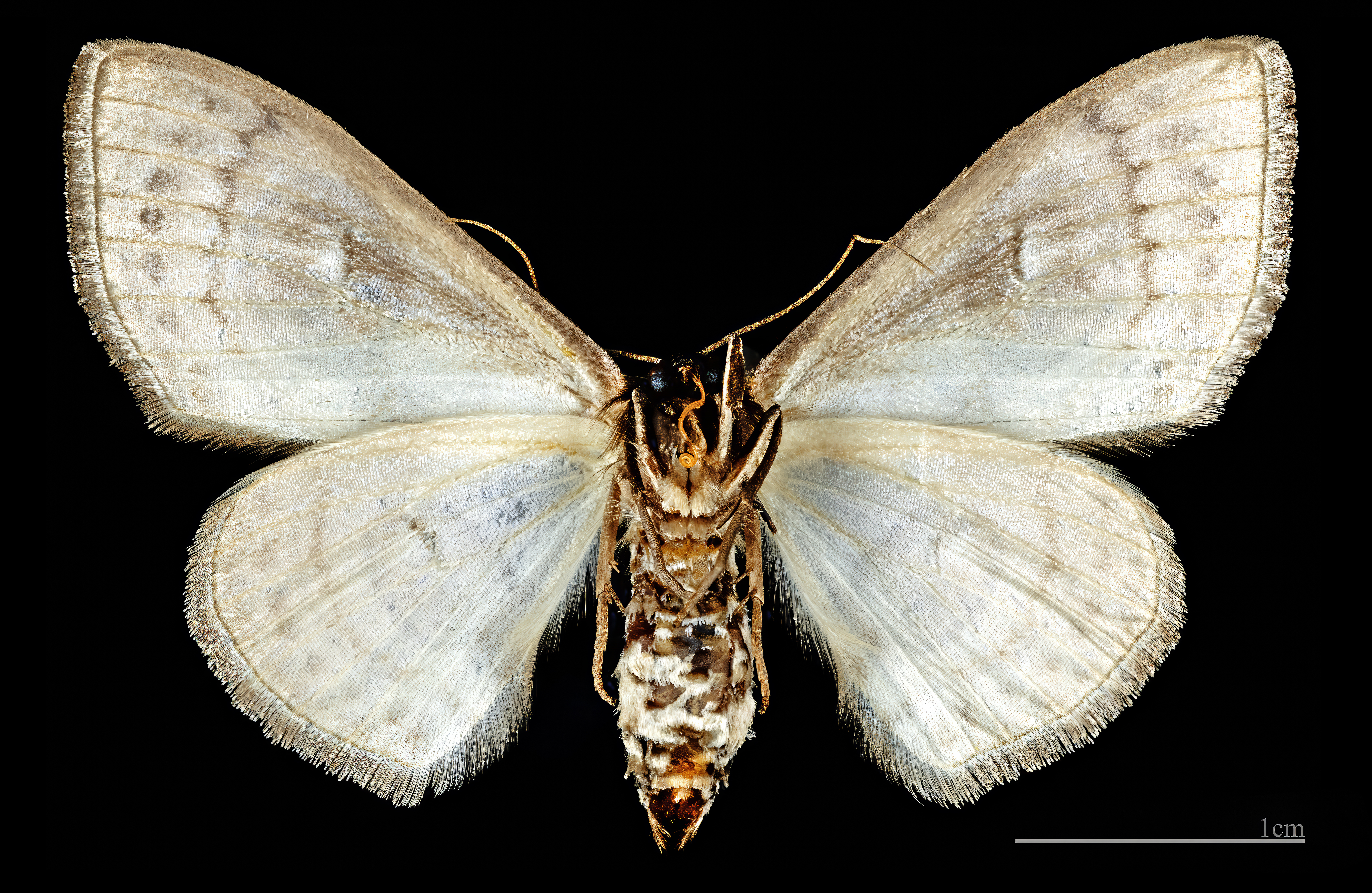
Problepsis ocellata ♀ △